# Festivalul Internațional de Film de la Cannes din 2018
A 71-a ediție anuală a Festivalului Internațional de Film de la Cannes a avut loc în perioada 8 - 19 mai 2018. Actriță australiană Cate Blanchett a fost președintele juriului pentru competiția principală.

## Juriul
- Cate Blanchett, actriță australiană(președintele juriului)
- Chang Chen, actor chinez
- Ava DuVernay, regizor american
- Robert Guédiguian, regizor francez
- Khadja Nin, cântăreață burundiană
- Léa Seydoux, actriță franceză
- Kristen Stewart, actriță americană
- Denis Villeneuve, regizor canadian
- Andrei Zviaghințev, regizor rus

## Filme în competiție
| Titlul românesc              | Titlul original                     | Regizor               | Țara producătoare |
| ---------------------------- | ----------------------------------- | --------------------- | ----------------- |
|                              | Todos lo saben (film de deschidere) | Asghar Farhadi        | Spania            |
|                              | Yomeddine                           | Abu Bakr Shawky       | Franța            |
|                              | Leto (Лето)                         | Kirill Serebrennikov  | Rusia             |
|                              | Plaire, aimer et courir vite        | Christophe Honoré     | Franța            |
| Războiul rece                | Zimna wojna                         | Paweł Pawlikowski     | Polonia           |
|                              | Le Livre d'image                    | Jean-Luc Godard       | Elveția           |
| Ash Is Purest White          | (江湖儿女, Jiānghú érnǚ)            | Jia Zhangke           | China             |
|                              | Les Filles du soleil                | Eva Husson            | Franța            |
| 3 Faces                      | سه رخ, Se rokh                      | Jafar Panahi          | Iran              |
|                              | Lazzaro felice                      | Alice Rohrwacher      | Franța            |
| Shoplifters                  | 万引き家族, Manbiki kazoku          | Hirokazu Kore-eda     | Japonia           |
| Asako I & II                 | 寝ても覚めても, Netemo sametem      | Ryūsuke Hamaguchi     | Japonia           |
| Agent provoKkKator           | BlacKkKlansman                      | Spike Lee             | Statele Unite     |
|                              | Under the Silver Lake               | David Robert Mitchell | Statele Unite     |
|                              | En guerre                           | Stéphane Brizé        | Franța            |
|                              | Burning                             | Lee Chang-dong        | Coreea de Sud     |
|                              | Dogman                              | Matteo Garrone        | Italia            |
| Capernaum - Haos și speranță | Capharnaüm                          | Nadine Labaki         | Liban             |
|                              | Un couteau dans le cœur             | Yann Gonzalez         | Franța            |
|                              | Ayka                                | Samal Yeslyamova      | Kazahstan         |
|                              | Ahlat Ağacı                         | Nuri Bilge Ceylan     | Turcia            |

## Premii
- Palme d'Or : Shoplifters (万引き家族, Manbiki kazoku) - Hirokazu Kore-eda
- Grand Prix : Agent provoKkKator (BlacKkKlansman) - Spike Lee
- Cel mai bun regizor : Paweł Pawlikowski - Războiul rece (Zimna wojna)
- Cel mai bun actor : Marcello Fonte - Dogman
- Cel mai bună actriță : Samal Yeslyamova - Ayka
- Cel mai bun scenariu :
  - Jafar Panahi] - 3 Faces
  - Alice Rohrwacher - Lazzaro felice
- Premiul juriului : Capernaum - Haos și speranță - Nadine Labaki